# Vetenskapsåret 2012

## Händelser

### Astronomiochrymdfart
- 20 maj – En ringformig solförmörkelse inträffar. Solförmörkelsen är synlig i Asien, stillahavsområdet och Nordamerika.
- 5-6 juni – En venuspassage inträffar.[1]
- 13 november - En total solförmörkelse inträffar. Solförmörkelsen är synlig i Australien, Nya Zeeland, södra stillahavsområdet och Sydamerika.
- 28 november - Forskare vid Max Planck-institutet för astronomi har upptäckt ett supermassivt svart hål i galaxen NGC 1277 vilket utgör hela 14 procent av galaxens samlade massa [2].

## Avlidna

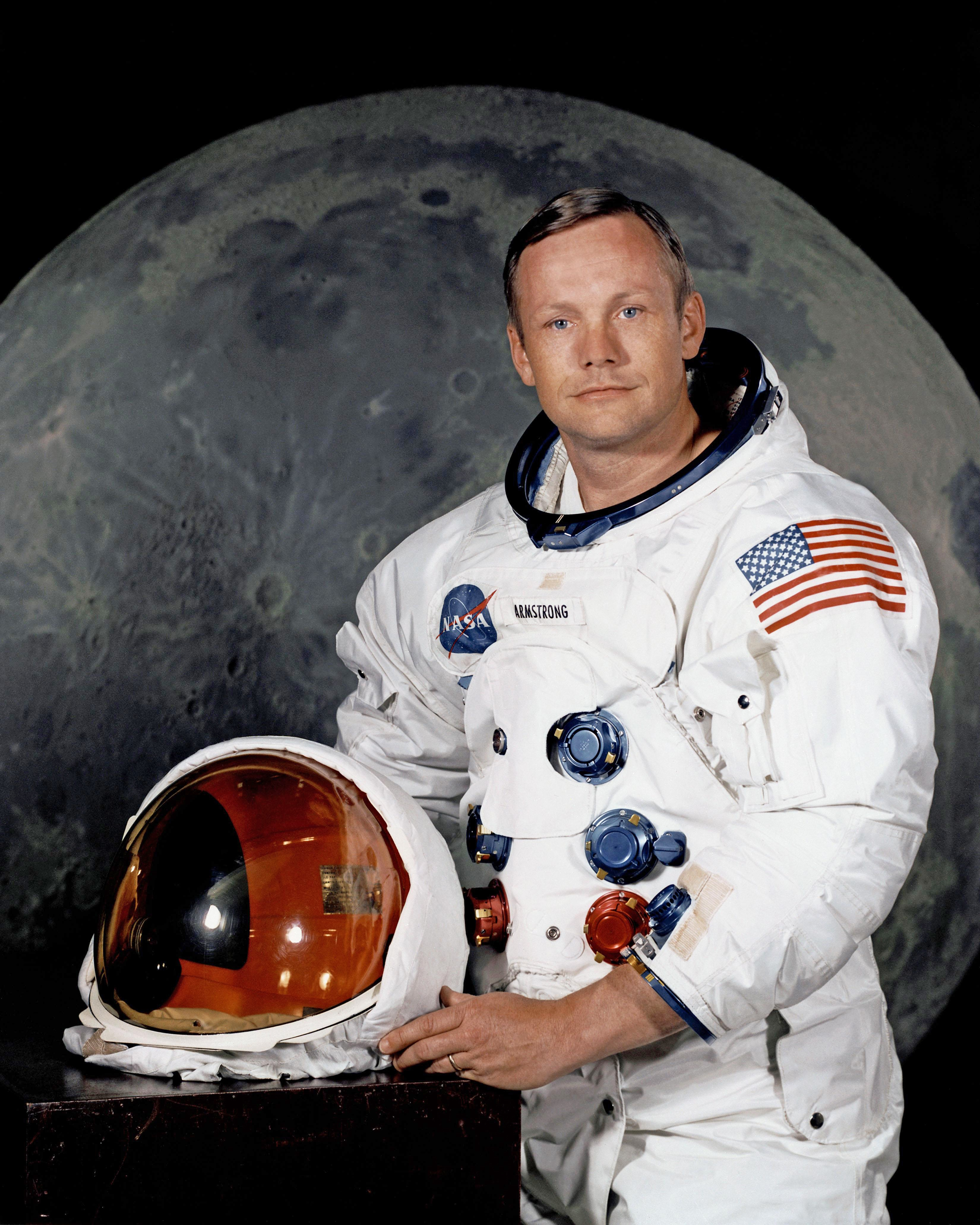
Neil Armstrong.

- 19 februari – Renato Dulbecco, 97, italiensk-amerikansk läkare, nobelpristagare.
- 10 mars – F. Sherwood Rowland, 84, amerikansk kemist, nobelpristagare.
- 23 juli – Sally Ride, 61, amerikansk astronaut.
- 25 augusti – Neil Armstrong, 82, amerikansk astronaut, första människan på månen

### Fotnoter
1. ↑  ”THE 2012 TRANSIT OF VENUS”. NASA. http://eclipse.gsfc.nasa.gov/OH/transit12.html. Läst 2 januari 2012.
2. ↑  http://www.bbc.co.uk/news/science-environment-20528137